# Lieven Wölk
Lieven Wölk (* 19. Dezember 1990 in Potsdam) ist ein deutscher ehemaliger Schauspieler.

## Leben und Wirken
Lieven Wölk wuchs in seiner Geburtsstadt Potsdam, wo er auch das Gymnasium besuchte, gemeinsam mit zwei älteren Schwestern bei seiner Mutter auf. Sein Vater arbeitete als Künstler in Potsdam. In seiner Jugend spielte Wölk regelmäßig Basketball, Gitarre und Mandoline.
Lieven Wölk spielte von der 7. Staffel bis zur 9. Staffel in der deutschen Fernsehserie Schloss Einstein von Folge 309 (August 2004) bis Folge 428 (Dezember 2006) die Rolle des Schülers Valentin Schlösser und übernahm damit eine der Serienhauptrollen. Wölks Seriencharakter Valentin Schlösser war der Klassen-Punk und kam als Schulschwänzer und „Sitzenbleiber“ auf das Internat „Schloss Einstein“. In Folge 428 verlässt er die Serie und zieht er zusammen mit seiner Freundin Tessa (Ronja Prinz) nach Hamburg, um dort eine Kunstschule zu besuchen.
Wölk studierte später Geschichte an der Universität Potsdam. In seiner Bachelor-Arbeit, die am Institut für Jüdische Studien und Religionswissenschaft der Universität Potsdam entstand, beschäftigte er sich mit Arthur Ruppin und dem Zionismus im frühen 20. Jahrhundert.
Wölk arbeitet als Wissenschaftlicher Mitarbeiter am Institut für Geschichtswissenschaft der Humboldt-Universität zu Berlin (Stand: Juli 2021). Zu seinen Forschungsschwerpunkten gehören Jüdische Geschichte, insbesondere Jüdische Kulturgeschichte und die jüdische Jugendbewegung. Für das Fachforum H-Soz-Kult ist er als Rezensent tätig. In seinem Dissertationsprojekt Der deutsch-jüdische Jugendbund „Schwarzes Fähnlein“ und seine wechselvolle Geschichte im 20. Jahrhundert – Jugendbewegung, Erinnerungsnetzwerke und Historisierung beschäftigt er sich mit konservativen und politisch rechten Vereinigungen von jüdischen Deutschen im 20. Jahrhundert.
Wölk war zeitweise mit Friederike Anna Schäfer, die ebenfalls bei Schloss Einstein mitspielte, liiert.

## Filmografie
- 2004–2006: Schloss Einstein